# Milton G. Henschel
Milton George Henschel (9 agost de 1920, Pomona, New Jersey - 22 de març del 2003, Nova York) fou un membre del Cos governant dels testimonis de Jehovà, elegit el 30 de desembre de 1992 per succeir a Frederick William Franz. Fou el cinquè president de la Watch Tower.
Formà part del personal de les oficines centrals dels Testimonis de Jehovà a Nova York, hi treballà per més de seixanta anys. En el 1939 fou nomenat secretari de Nathan Homer Knorr, a les hores superintendent de la impremta dels testimonis de Jehovà a Brooklyn. Quan Knorr fou nomenat president, en el 1942, continuà utilitzant a Miton Henschel com el seu ajudant. En el 1956 es casà amb Lucille Bennett. Col·laborà estretament amb Nathan Homer Knorr fins que aquest morí en el 1977. Sovint, viatjar al seu costat, a més de cent cinquanta països. En el 1963, mentre assistia a una assemblea a Libèria, fou víctima d'una persecució per negar-se a participar en una cerimònia patriòtica. Tornà a Libèria uns mesos més tard per reunir-se amb el president de la nació a fi d'aconseguir major llibertat religiosa pels Testimonis de Jehovà d'aquell país.
Durant el seu període de presidència la societat Watch Tower formar part de les Nacions Unides com a membre no governamental, des de l'any 1992 al 2001. El tema fou prou polèmic donat que els testimonis de Jehovà consideren a les Nacions Unides un instrument de Satan per dominar el món.
Morí el 22 de març del 2003, als 82 anys. El va succeir en el càrrec Don Alden Adams.